# カルロス2世 (スペイン王)
カルロス2世（スペイン語：Carlos II, 1661年11月6日 - 1700年11月1日）は、ハプスブルク家最後のスペイン国王（在位：1665年 - 1700年）。
フェリペ4世とマリアナ王妃の息子である。フランス国王ルイ14世妃マリア・テレサは異母姉、神聖ローマ皇帝レオポルト1世の最初の皇后マルガリータ・テレサは同母姉に当たる。庶出の異母兄にオニャテ伯フアン・ホセ・デ・アウストリアがいる。

## 生涯

### 先天性疾患

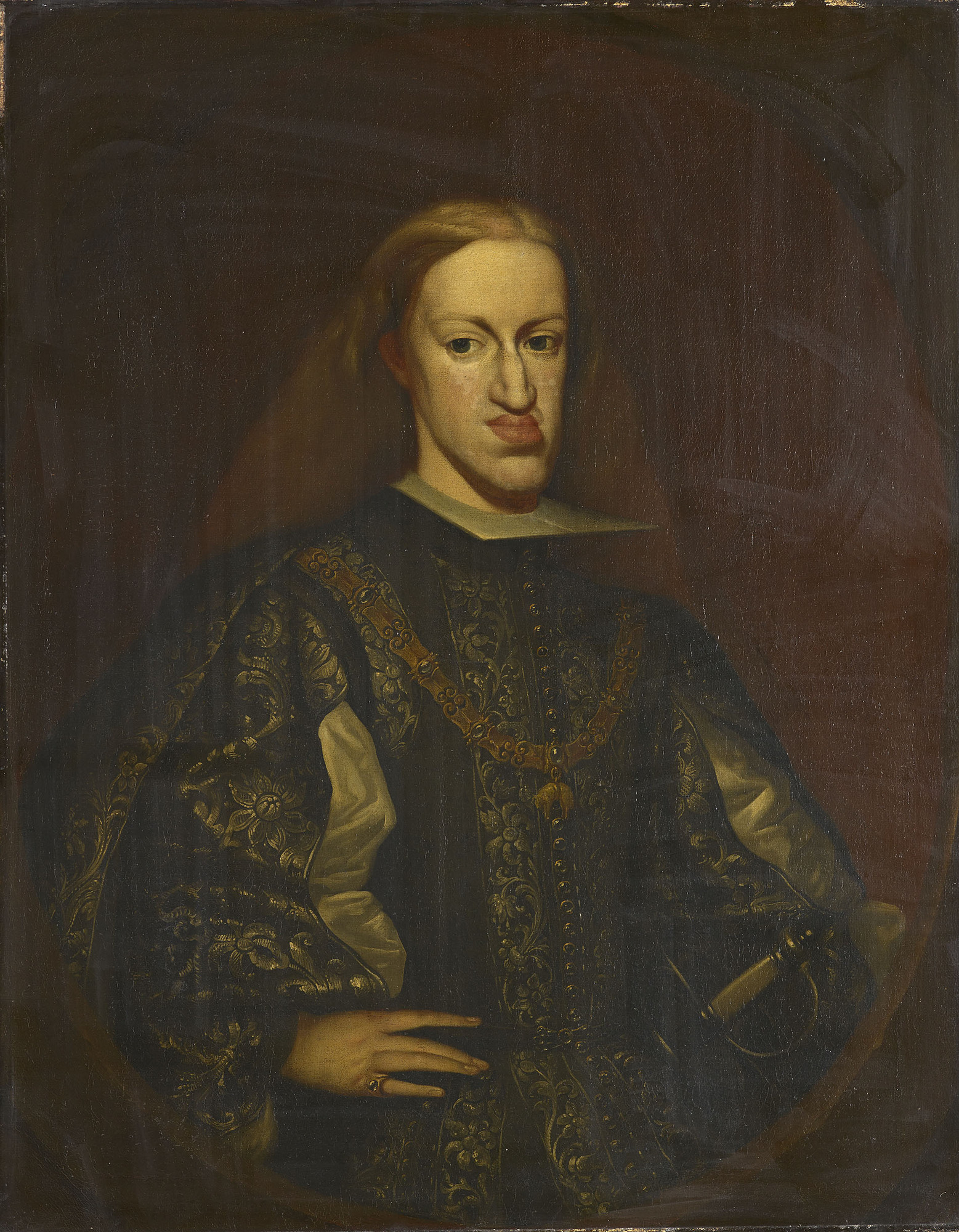
カルロス2世の肖像画

カルロス2世はスペイン国王であると共にナポリ王国・シチリア王国などの南イタリアのほぼ全土の国王であった。さらにスペインの海外領土であるフィリピンやメキシコにも勢力を及ぼした。スペイン・ハプスブルク家最後の男子であり、彼の出生をスペイン国民は喜んだ。しかし、出生時から病弱な人物であり、おそらくハプスブルク家の何重にも繰り返した、近親婚によるものであろうと考えられている。
先端巨大症を患っており、いわゆる「ハプスブルク家の顎」（下顎前突症）が著しかった。咀嚼に影響があり、食べ物を十分に咀嚼できずに嚥下してしまうことが多かった。くる病も併発しており、5歳まで足底装具の着用が必要だった。子供のときに風疹、麻疹、水痘、天然痘といった感染症にかかったが、ガヴァネスの努力で生き残った。歴史家のウィリアム・ダラントとアリエル・ダラントによれば、35歳までに髪がすべて抜け落ちたという。
教育はきちんと受けており、6歳のときにサラマンカ大学の教授が家庭教師に任命され、12歳のときより数学と音楽を学んだ。

### 支配

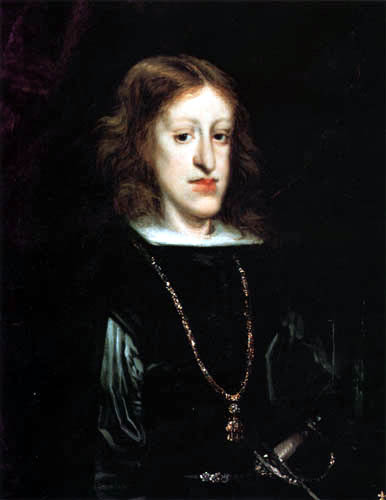
カルロス2世の肖像画

当時のスペイン経済は停滞しており、土地も痩せていたために飢饉も頻発していた。地方領主の力も非常に弱くなっていた。カルロス2世の不適当なスペイン支配はしばしば諸外国（特にフランス）に影響した。
カルロス2世の母マリアナが長い間摂政を行ったが、母が追放されると異母兄のオニャテ伯フアン・ホセ・デ・アウストリアが実権を握った。フアンが1679年に死ぬと母が宮廷に戻り、再び摂政となった。ガスパール・デ・グスマンの権力が大きくなると、スペインの国力は次第に衰弱していった。1668年にポルトガルが北アフリカの飛び地（セウタ）をスペインに割譲したが、それはかつて60年以上ハプスブルク家の支配が続いたポルトガルにとっては小さな出来事であった。一方、フランス国王ルイ14世が領土拡大を目論み起こしたネーデルラント継承戦争・オランダ侵略戦争・大同盟戦争でスペインはフランスと戦ったが、アーヘンの和約・ナイメーヘンの和約・レイスウェイク条約で南ネーデルラントの領地を失っていった。
スペイン異端審問では、1680年に160人が宗教裁判所で裁かれ、21人が火刑されている。カルロス2世の数少ない政治活動として、スペインの宗教裁判所を調べ、調査のためにJunta Magna（大きな会議）を作ったとされている。しかし、フェリペ5世が王位に就いた際に記録を差し出すよう要求したにもかかわらず、記録は何故か見つからなかった。

### 結婚・一族
1679年にオルレアン公フィリップ1世（フランス国王 ルイ14世の弟）の娘マリア・ルイサと結婚したが、虚弱なカルロス2世は性的にも不能だったと推測され、子供を持つことが出来なかった。マリア・ルイサは1689年に27歳で死去、カルロス2世は後添いとしてプファルツ選帝侯フィリップ・ヴィルヘルムの娘マリア・アナを娶ったが、この結婚も成功ではなかった。やがてカルロス2世の精神障害の症状は悪化していく。(先妻の遺骸を手元に置くなどの奇行のエピソードが語られることがあるが、信頼できる文献に該当する記録は無い。)
後継者を迎える必要から、1698年に又甥に当たるバイエルン公子ヨーゼフ・フェルディナント（母方の叔父の神聖ローマ皇帝レオポルト1世と同母姉マルガリータ・テレサの孫）をアストゥリアス公に叙爵したが、翌1699年に夭折した。他の継承者候補にはヨーゼフ・フェルディナントと同じく又甥に当たるアンジュー公フィリップ（後のスペイン国王フェリペ5世、ルイ14世と異母姉マリア・テレサの孫）と、母方の従弟でありハプスブルク家の同族でもあるカール大公（後の神聖ローマ皇帝カール6世、レオポルト1世の次男）がいた。
1700年、カルロス2世はスペイン王位のアンジュー公フィリップへの譲位を表明して崩御。スペイン・ハプスブルク家は断絶した。1701年2月にルイ14世はパリ高等法院にスペイン王位継承権執行を命令する。以後、スペイン・ブルボン家は現代のフェリペ6世まで続くスペイン王家となった。
しかし、この王位継承を巡ってスペイン継承戦争が勃発する。この戦争は1714年に終結するが、スペイン領であった南ネーデルラントを巡ってはルイ14世の曾孫ルイ15世の時代まで紛糾が続くことになる。

## 系譜
| スペイン国王 カルロス2世 | 父 スペイン国王 フェリペ4世   | 祖父 スペイン国王 フェリペ3世           | 曾祖父 スペイン国王 フェリペ2世           | 高祖父 神聖ローマ皇帝 カール5世[1]           |
| スペイン国王 カルロス2世 | 父 スペイン国王 フェリペ4世   | 祖父 スペイン国王 フェリペ3世           | 曾祖父 スペイン国王 フェリペ2世           | 高祖母 イサベル・デ・ポルトゥガル            |
| スペイン国王 カルロス2世 | 父 スペイン国王 フェリペ4世   | 祖父 スペイン国王 フェリペ3世           | 曾祖母: アナ・デ・アウストリア[2]         | 高祖父 神聖ローマ皇帝 マクシミリアン2世      |
| スペイン国王 カルロス2世 | 父 スペイン国王 フェリペ4世   | 祖父 スペイン国王 フェリペ3世           | 曾祖母: アナ・デ・アウストリア[2]         | 高祖母 マリア・デ・アブスブルゴ              |
| スペイン国王 カルロス2世 | 父 スペイン国王 フェリペ4世   | 祖母: マルガレーテ                      | 曾祖父 オーストリア大公 カール2世         | 高祖父 神聖ローマ皇帝 フェルディナント1世[1] |
| スペイン国王 カルロス2世 | 父 スペイン国王 フェリペ4世   | 祖母: マルガレーテ                      | 曾祖父 オーストリア大公 カール2世         | 高祖母 アンナ・ヤギエロ                      |
| スペイン国王 カルロス2世 | 父 スペイン国王 フェリペ4世   | 祖母: マルガレーテ                      | 曾祖母: マリア・アンナ [3]                | 高祖父 バイエルン公 アルブレヒト5世[4]       |
| スペイン国王 カルロス2世 | 父 スペイン国王 フェリペ4世   | 祖母: マルガレーテ                      | 曾祖母: マリア・アンナ [3]                | 高祖母 アンナ                                |
| スペイン国王 カルロス2世 | 母 マリアナ・デ・アウストリア | 祖父 神聖ローマ皇帝 フェルディナント3世 | 曾祖父 神聖ローマ皇帝 フェルディナント2世 | 高祖父 オーストリア大公 カール2世            |
| スペイン国王 カルロス2世 | 母 マリアナ・デ・アウストリア | 祖父 神聖ローマ皇帝 フェルディナント3世 | 曾祖父 神聖ローマ皇帝 フェルディナント2世 | 高祖母: マリア・アンナ [3]                   |
| スペイン国王 カルロス2世 | 母 マリアナ・デ・アウストリア | 祖父 神聖ローマ皇帝 フェルディナント3世 | 曾祖母 マリア・アンナ                     | 高祖父 バイエルン公 ヴィルヘルム5世[5]       |
| スペイン国王 カルロス2世 | 母 マリアナ・デ・アウストリア | 祖父 神聖ローマ皇帝 フェルディナント3世 | 曾祖母 マリア・アンナ                     | 高祖母 レナータ                              |
| スペイン国王 カルロス2世 | 母 マリアナ・デ・アウストリア | 祖母 マリア・アナ                       | 曾祖父 スペイン国王 フェリペ3世           | 高祖父 スペイン国王 フェリペ2世              |
| スペイン国王 カルロス2世 | 母 マリアナ・デ・アウストリア | 祖母 マリア・アナ                       | 曾祖父 スペイン国王 フェリペ3世           | 高祖母 アナ・デ・アウストリア[1]             |
| スペイン国王 カルロス2世 | 母 マリアナ・デ・アウストリア | 祖母 マリア・アナ                       | 曾祖母 マルガレーテ                       | 高祖父 オーストリア大公 カール2世            |
| スペイン国王 カルロス2世 | 母 マリアナ・デ・アウストリア | 祖母 マリア・アナ                       | 曾祖母 マルガレーテ                       | 高祖母 マリア・アンナ[2]                     |

上記の通り、系譜の中に、カルロス2世の父母をはじめ複数の叔姪婚（赤字が姪）が含まれている。
1. [1]は互いに兄弟。
2. 神聖ローマ皇帝マクシミリアン2世と、フェリペ2世の妹マリアの子であり、叔父と姪の結婚である。
3. カール2世妃マリア・アンナは、バイエルン公アルブレヒト5世と、カール2世の姉アンナの間の娘であり、叔父と姪の結婚である。
4. [4]の息子が[5]。すなわち[5]と[3]は兄妹。